# Ceriagrion madagazureum
Ceriagrion madagazureum – gatunek ważki z rodziny łątkowatych (Coenagrionidae).